# Richard Daintree
Richard Daintree (né le 13 décembre 1832 et décédé le 20 juin 1878 ) est un géologue et photographe pionnier australien. Il est le premier géologue gouvernemental à avoir découvert des gisements d'or et des filons de charbon au nord du Queensland. Il est également un précurseur dans l'utilisation de la photographie lors de visites sur le terrain. Ses photographies ont formé la base de la contribution du Queensland à l'Exposition des Arts et de l'Industrie de Londres en 1871. Après le succès de l'évènement, il a été nommé agent général du Queensland à Londres en 1872 mais a été contraint de démissionner en 1876 en raison de sa mauvaise santé et de la faute professionnelle d'une partie de son personnel. Un certain nombre de sites dans le nord du Queensland lui rendent hommage : la ville de Daintree, le parc national de Daintree, la Daintree River, la forêt de Daintree, nommée sur la Liste du patrimoine mondial, et le récif de Daintree.